# Championnats du monde féminins de taekwondo 2021
Les Championnats du monde féminins de taekwondo 2021 sont la 1re édition des Championnats du monde de taekwondo exclusivement féminine. Elle se déroule du 25 au 27 novembre 2021 à Riyad, en Arabie saoudite. Huit épreuves de taekwondo figurent au programme, classées par catégories de poids. 171 taekwondoïstes de 36 pays prennent part à la compétition.

## Podiums
| Catégorie              | Or                     | Argent                         | Bronze                             |
| ---------------------- | ---------------------- | ------------------------------ | ---------------------------------- |
| Poids fins (–46 kg)    | Kang Mi-reu (KOR)      | Anastasiia Artamonova (RUS)    | Michal Zrihen (POR)                |
| Poids fins (–46 kg)    | Kang Mi-reu (KOR)      | Anastasiia Artamonova (RUS)    | Soukaina Sahib (MAR)               |
| Poids mouches (–49 kg) | Galina Medvedeva (RUS) | Anna Kazarnovskaia (RUS)       | Maddison Moore (GBR)               |
| Poids mouches (–49 kg) | Galina Medvedeva (RUS) | Anna Kazarnovskaia (RUS)       | Daniela Souza (MEX)                |
| Poids coqs (–53 kg)    | Merve Dinçel (TUR)     | Alma María Pérez Parrado (ESP) | Tatiana Minina (RUS)               |
| Poids coqs (–53 kg)    | Merve Dinçel (TUR)     | Alma María Pérez Parrado (ESP) | Margarita Alieva (RUS)             |
| Poids plumes (–57 kg)  | Zahra Sheidaei (IRN)   | Margarita Blizniakova (RUS)    | Aaliyah Powell (GBR)               |
| Poids plumes (–57 kg)  | Zahra Sheidaei (IRN)   | Margarita Blizniakova (RUS)    | Patrycja Adamkiewicz (POL)         |
| Poids légers (–62 kg)  | Caroline Santos (BRA)  | Petra Štolbová (CZE)           | Anna-Lena Frömming (GER)           |
| Poids légers (–62 kg)  | Caroline Santos (BRA)  | Petra Štolbová (CZE)           | Kosar Asaseh (IRN)                 |
| Poids welters (–67 kg) | Ruth Gbagbi (CIV)      | Magda Wiet-Hénin (FRA)         | Lauren Williams (GBR)              |
| Poids welters (–67 kg) | Ruth Gbagbi (CIV)      | Magda Wiet-Hénin (FRA)         | Vanessa Körndl (GER)               |
| Poids moyens (–73 kg)  | Polina Khan (RUS)      | Althéa Laurin (FRA)            | Melika Mirhosseini (IRN)           |
| Poids moyens (–73 kg)  | Polina Khan (RUS)      | Althéa Laurin (FRA)            | Marie-Paule Blé (FRA)              |
| Poids lourds (+73 kg)  | Bianca Walkden (GBR)   | Kristina Adebaio (RUS)         | Tania Castiñeira Etcheverria (ESP) |
| Poids lourds (+73 kg)  | Bianca Walkden (GBR)   | Kristina Adebaio (RUS)         | Lorena Brandl (GER)                |

## Tableau des médailles
| Rang  | Nation          | Or | Argent | Bronze | Total |
| ----- | --------------- | -- | ------ | ------ | ----- |
| 1     | Russie          | 2  | 4      | 2      | 8     |
| 2     | Grande-Bretagne | 1  | 0      | 3      | 4     |
| 3     | Iran            | 1  | 0      | 2      | 3     |
| 4     | Brésil          | 1  | 0      | 0      | 1     |
| 4     | Corée du Sud    | 1  | 0      | 0      | 1     |
| 4     | Côte d'Ivoire   | 1  | 0      | 0      | 1     |
| 4     | Turquie         | 1  | 0      | 0      | 1     |
| 8     | France          | 0  | 2      | 1      | 3     |
| 9     | Espagne         | 0  | 1      | 1      | 2     |
| 10    | Tchéquie        | 0  | 1      | 0      | 1     |
| 11    | Allemagne       | 0  | 0      | 3      | 3     |
| 12    | Maroc           | 0  | 0      | 1      | 1     |
| 12    | Mexique         | 0  | 0      | 1      | 1     |
| 12    | Pologne         | 0  | 0      | 1      | 1     |
| 12    | Portugal        | 0  | 0      | 1      | 1     |
| Total | Total           | 8  | 8      | 8      | 24    |